# Rough Cutt Live
| Recensione | Giudizio |
| ---------- | -------- |
| AllMusic   |          |

Rough Cutt Live è un album dal vivo del gruppo musicale statunitense Rough Cutt, pubblicato nel 1996.

## Descrizione
L'album è stato pubblicato dall'etichetta discografica DeRock Records. Le ultime tre tracce contenute sono state registrate in studio.

## Tracce
1. Let 'Em Talk (Hager, Shortino, Thorr)
2. Bad Reputation (Alford, Derakh, Thorr)
3. We Like It Loud (Alford, Derakh, Hager, Shortino, Thorr)
4. Double Trouble (Alford, Derakh, Hager, Shortino, Thorr)
5. Black Window (Alford, Derakh, Dio, Shortino, Thorr)
6. Take Her (Alford, Dio, Goldie, Hager, Shortino)
7. Dreamin' Again (Alford, Dio, Hager, Shortino, Thorr)
8. Dressed to Kill (Alford, Hager, Shortino)
9. Cutt Your Heart Out/Rock the USA (Alford, Hager, Shortino, Thorr)
10. Piece of My Heart (Berns, Ragovoy) (Janis Joplin Cover)
11. House of Pain [Studio] (Derakh, Shortino)
12. Prowler [Studio] (Hager, Lamothe, Shortino, Thorne)
13. Peyote [Studio] (Derakh, Shortino, Thorne)

## Formazione
- Paul Shortino - voce
- Chris Hager - chitarra
- Amir Derakh - chitarra
- Matt Thorr - basso
- David Alford - batteria, cori